# Курлыков, Александр Николаевич
Александр Николаевич Курлыков (1930 —1992 ) — звеньевой кукурузоводческого звена совхоза «Кандиевский» Башмаковского района Пензенской области. Герой Социалистического Труда (7.12.1973).

## Биография
Родился в 1930 году в селе Николаевка ныне Башмаковского района Пензенской области в крестьянской семье.
Александр всю войну трудился в колхозе. Его отец красноармеец Курлыков Николай Тимофеевич пропал без вести на фронте в декабре 1941 года. Окончил в 1947 году курсы трактористов и приступил к работе в колхозе «Красный Октябрь». 
В 1957-1971 годах работал трактористом в совхозе имени Марата Башмаковского района. По 5-8 лет на одной машине. Изучал машину не только в поле. Изучал новые книги по технике и агрономии. Ещё до 1960 года он имел первый класс механизатора. В 1963 году вступил в КПСС.
С 1971 года работал трактористом, затем – звеньевым в совхозе «Кандиевский» Башмаковского района Пензенской области.
По 16-18 часов рабочие смены в период посевных и уборочных кампаний, срочные рейсы в дождливые осенние ночи, ремонт вышедшего из строя трактора на 30-градусном морозе – всё это было в его работе, но ни разу Александр Николаевич не предпринял попыток сменить профессию. Она для него главная, необходимая. Возглавляя механизированное звено, главным его занятием  многие годы являлось выращивание кукурузы. В 1973 году, как никогда, старался он на своём поле. Урожай был отменным. Зеленой массы на силос с каждого гектара получено более 420 центнеров, а себестоимость кормов значительно ниже плановой.
Указом Президиума Верховного Совета СССР от 7 декабря 1973 года за большие успехи, достигнутые во Всесоюзном социалистическом соревновании, и проявленную трудовую доблесть в выполнении принятых обязательств по увеличению производства и продаже государству зерна и других продуктов земледелия в 1973 году Курлыкову Александру Николаевичу присвоено звание Героя Социалистического Труда с вручением ордена Ленина и золотой медали «Серп и Молот».
В начале 1990-х годов вышел на пенсию.
Жил в селе Николаевка Башмаковского района Пензенской области.

## Награды
- Золотая медаль «Серп и Молот» (07.12.1973);
- орден Ленина (07.12.1973)
- Медаль «За трудовое отличие»
- Медаль «В ознаменование 100-летия со дня рождения Владимира Ильича Ленина» (6 апреля 1970)
- Медаль «За доблестный труд в Великой Отечественной войне 1941—1945 гг.»
- и другими